# Missile de croisière Buran
Pour les articles homonymes, voir Buran.

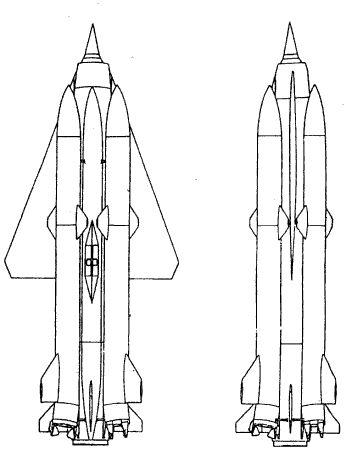
Dessin du Buran.

Le missile Buran est un missile de croisière à statoréacteurs russe, ayant pour désignation RSS-40. Il s'agit d'un missile intercontinental soviétique  capable de porter une tête nucléaire de 3 500 kg. Le projet a été annulé avant que les tests de vol ne commencent.

## Développement
Le projet fut autorisé le 20 mai 1954, en parallèle au développement du missile Burya (tempête). Cependant le développement ne commença qu'en avril 1953 en tant que système avion-missile par Myasishchev OKB avec comme désignation interne M-40. Le projet fut annulé en novembre 1957, alors que deux prototypes étaient terminés et prêts aux test de vol. L'abandon du projet se fit en faveur de la R-7 Semyorka puisque les missiles balistiques intercontinentaux étaient instoppables. Comme le Burya, le Buran possédait deux étages, le missile booster désigné comme M-41, et le missile de croisière désigné comme M-42.